# Corythalia albicincta
Corythalia albicincta là một loài nhện trong họ Salticidae.
Loài này thuộc chi Corythalia. Corythalia albicincta được Frederick Octavius Pickard-Cambridge miêu tả năm 1901.